# 普威廉 (怀俄明州)
普威廉（英語：Pavillion），是美国怀俄明州弗里蒙特县（Fremont）下属的一座城市。该市的人口在2000年为165人，2010年有231，2011年则估计有233人。